# Kızıldikme, Kangal
Kızıldikme là một xã thuộc huyện Kangal, tỉnh Sivas, Thổ Nhĩ Kỳ. Dân số thời điểm năm 2011 là 163 người.